# Селивёрстов, Владимир Яковлевич
Владимир Яковлевич Селивёрстов (3 декабря 1926, Борки, Рязанская губерния — 24 апреля 1945) — советский военнослужащий, участник Великой Отечественной войны, полный кавалер ордена Славы, разведчик 340-й отдельной разведывательной роты ефрейтор — на момент представления к награждению орденом Славы 1-й степени.

## Биография
Родился 3 декабря 1926 года в селе Борки Сасовского уезда Рязанской губернии (ныне — Шацкого района Рязанской области). Окончил 4 класса. Жил в городе Балашов Саратовской области.
В 1942 году был призван в Красную Армию Балашовским райвоенкоматом. К лету 1944 года красноармеец Селивёрстов воевал в 340-й отдельной разведывательной роте 274-й стрелковой дивизии.
19 июня 1944 года у населённого пункта Тулигув красноармеец Селивёрстов вместе с другими разведчиками действовал впереди наступающей пехоты, уничтожал огневые точки противника, мешавшие продвижению стрелковых подразделений. 20 июня бойцы отразили 3 контратаки врага, истребив до 20 солдат и удержав занятые рубежи до подхода подкрепления.
Приказом от 20 июля 1944 года красноармеец Селивёрстов Владимир Яковлевич награждён орденом Славы 3-й степени.
В ночь на 4 ноября 1944 года в районе населённого пункта Бжесце ефрейтор Селивёрстов, действуя в группе захвата, проник во вражескую траншею и захватил «языка».
Приказом от 6 ноября 1944 года ефрейтор Селивёрстов Владимир Яковлевич награждён орденом Славы 2-й степени.
22 апреля 1945 года в ходе наступательных боёв у населённого пункта Хезенвальде ефрейтор Селивёрстов в составе разведывательной группы проник в тыл врага, в завязавшемся бою подорвал гранатой пулемёт с расчётом, из автомата истребил до 10 пехотинцев, 2 захватил в плен.
23 апреля вместе с другими разведчиками участвовал в бою за населённый пункт Фюрстенвальде, захваченными у врага фаустпатронами подавил дот. Отражая контратаку противника, сразил несколько вражеских солдат. В этом бою Селивёрстов был смертельно ранен.
24 апреля скончался от полученных ран в 336-м медсанбате. Похоронен в братской могиле в селении Аренсдорф.
Указом Президиума Верховного Совета СССР от 15 мая 1946 года за образцовое выполнение заданий командования в боях с захватчиками на завершающем этапе Великой Отечественной войны ефрейтор Селивёрстов Владимир Яковлевич награждён орденом Славы 1-й степени. Стал полным кавалером ордена Славы.